# Gonatophragmium mori
Gonatophragmium mori är en svampart som först beskrevs av Sawada, och fick sitt nu gällande namn av Deighton 1969. Gonatophragmium mori ingår i släktet Gonatophragmium och familjen Acrospermaceae.   Inga underarter finns listade i Catalogue of Life.